# Zijadat Allah I
Zijadat Allah I ibn Ibrahim (arab. زيادات الله الأول) (ur. 788, zm. 838) był trzecim emirem z dynastii Aghlabidów w Ifrikijji w latach 817–838.
Abu Muhammand Zijadat Allah I objął tron po swoim bracie Abdallahu I (812–817) jako emir Ifrikijji. Podczas jego rządów stosunki między dynastią panującą z jednej strony a prawnikami z Kairuanu (fukaha) i oddziałami arabskimi (dżund) z drugiej strony pozostawały napięte.
Bunty arabskich oddziałów miały miejsce już w czasie rządów Ibrahima I, ojca Zijadata i pierwszego emira Ifrikijji z dynastii Aghlabidów. Nowy bunt wybuchł w 823 w mieście Kasrin. Dowódca buntowników Amr ibn Muawija, został pojmany i stracony razem z dwoma synami. Nie zakończyło to buntów, bo w lipcu 824 pod Tunisem doszło do starcie z wojskami Mansura at-Tunbudiego, który pokonał oddziały Aghlabidów i 3 września zajął Kairuan, a potem rozpoczął oblężenie Zijadata Allaha I w Al-Abbasiji.
W październiku 824 Zijadata Allaha I pokonał część zbuntowanych oddziałów dżundu. Pozostali buntownicy ukryli się w byłych bizantyjskich zamkach i w maju następnego roku pod wodzą Amira ibn Nafiego pokonali straż przyboczną emira złożoną z murzyńskich wojowników i ponownie oblegli Zijadata Allaha I w Al-Abbasiji.
Rebelianci zajęli większą część emiratu, a Aghlabidzi utrzymywali się jedynie na wybrzeżu między Susą a Gabesem oraz na pobrzeżu Trypolitanii. Bunt dżundu udało się stłumić przy pomocy Berberów z plemienia Zenata z pogranicza trypolitańskiego. W bitwie pod Tajkus niedaleko Tuzar oddziały Amira ibn Nafiego zostały rozbite, później wśród powstańców wybuchły walki wewnętrzne, co umożliwiło emirowi spacyfikowanie do 833 pozostałości rebelii.
Zijadat Allaha I rozpoczął kampanie we Włoszech by skierować tam niezdyscyplinowane oddziały arabskie. 15 czerwca 827 10-tysięczną armia opuściłą port w Susie i rozpoczęła podbój Sycylii z rąk Cesarstwa Bizantyjskiego, pod wodzą sędziwego kadiego Kairuanu Asada ibn al-Furata. Po trzech dniach żeglugi wojska zeszły na ląd w Mazara na zachodzie Sycylii. Mimo początkowego odparcia przez Bizantyjczyków, udało im się podbić Palermo we wrześniu 831. Walki o władzę na stałym lądzie we Włoszech dostarczyły dalszych możliwości do podbojów i grabieży — prośba o pomoc księcia Neapolu umożliwiła utworzenie punktu oparcia w południowych Włoszech i rozpoczęcie rozległych wypadów przeciw chrześcijanom. Podbój Sycylii został zakończony w 902 roku.
Kondycja gospodarcza królestwa, wbrew politycznym rozruchom, umożliwiała znaczący program budowlany. Meczet Ukba ibn Nafiego w Kairuanie został odnowiony i przebudowany, a obronność miasta rozbudowana.
Po śmierci Zijadata Allaha I emirem został jego brat Al-Aghlab ibn Ibrahim (838–841).